# Holothuria sanctori
Holothuria sanctori is een zeekomkommer uit de familie Holothuriidae.
De wetenschappelijke naam van de soort werd in 1823 gepubliceerd door Stefano Delle Chiaje.